# Polska na Mistrzostwach Europy w Lekkoatletyce 1946
Polska na Mistrzostwach Europy w Lekkoatletyce 1946 – reprezentacja Polski podczas zawodów liczyła 18 zawodników, którym udało się wywalczyć jeden brązowy medal.

## Rezultaty

### Mężczyźni
- bieg na 100 metrów
  - Józef Rutkowski odpadł w eliminacjach
- bieg na 200 metrów
  - Józef Rutkowski odpadł w eliminacjach
  - Roman Sienicki odpadł w eliminacjach
- bieg na 400 metrów
  - Adam Piaskowy odpadł w eliminacjach
- bieg na 800 metrów
  - Jan Staniszewski odpadł w eliminacjach
- bieg na 1500 metrów
  - Jan Staniszewski odpadł w eliminacjach
- bieg na 5000 metrów
  - Napoleon Dzwonkowski nie ukończył
- bieg na 3000 metrów z przeszkodami
  - Tadeusz  Świniarski zajął 10. miejsce
- pchnięcie kulą
  - Witold Gerutto zajął 9. miejsce
  - Mieczysław Łomowski odpadł w kwalifikacjach
- dziesięciobój
  - Wacław Kuźmicki zajął 10. miejsce
  - Witold Gerutto nie ukończył

### Kobiety
- bieg na 100 metrów
  - Stanisława Walasiewicz odpadła w półfinale
  - Irena Hejducka odpadła w eliminacjach
  - Mieczysława Moder odpadła w eliminacjach
- bieg na 200 metrów
  - Stanisława Walasiewicz odpadła w półfinale
  - Mieczysława Moder odpadła w półfinale
  - Jadwiga Słomczewska odpadła w półfinale
- bieg na 80 metrów przez płotki
  - Aniela Mitan odpadła w eliminacjach
- sztafeta 4 × 100 metrów
  - Stanisława Walasiewicz, Mieczysława Moder, Irena Hejducka i Jadwiga Słomczewska zajęły 6. miejsce
- skok w dal
  - Stanisława Walasiewicz odpadła w kwalifikacjach
- pchnięcie kulą
  - Jadwiga Wajsówna zajęła 4. miejsce
  - Maria Kwaśniewska zajęła 7. miejsce
  - Stanisława Walasiewicz nie oddała mierzonego rzutu
- rzut dyskiem
  - Jadwiga Wajsówna zajęła 3. miejsce
  - Irena Dobrzańska zajęła 5. miejsce
  - Helena Stachowicz zajęła 7. miejsce
- rzut oszczepem
  - Maria Kwaśniewska zajęła 6. miejsce
  - Helena Stachowicz zajęła 8. miejsce